# Beelitz

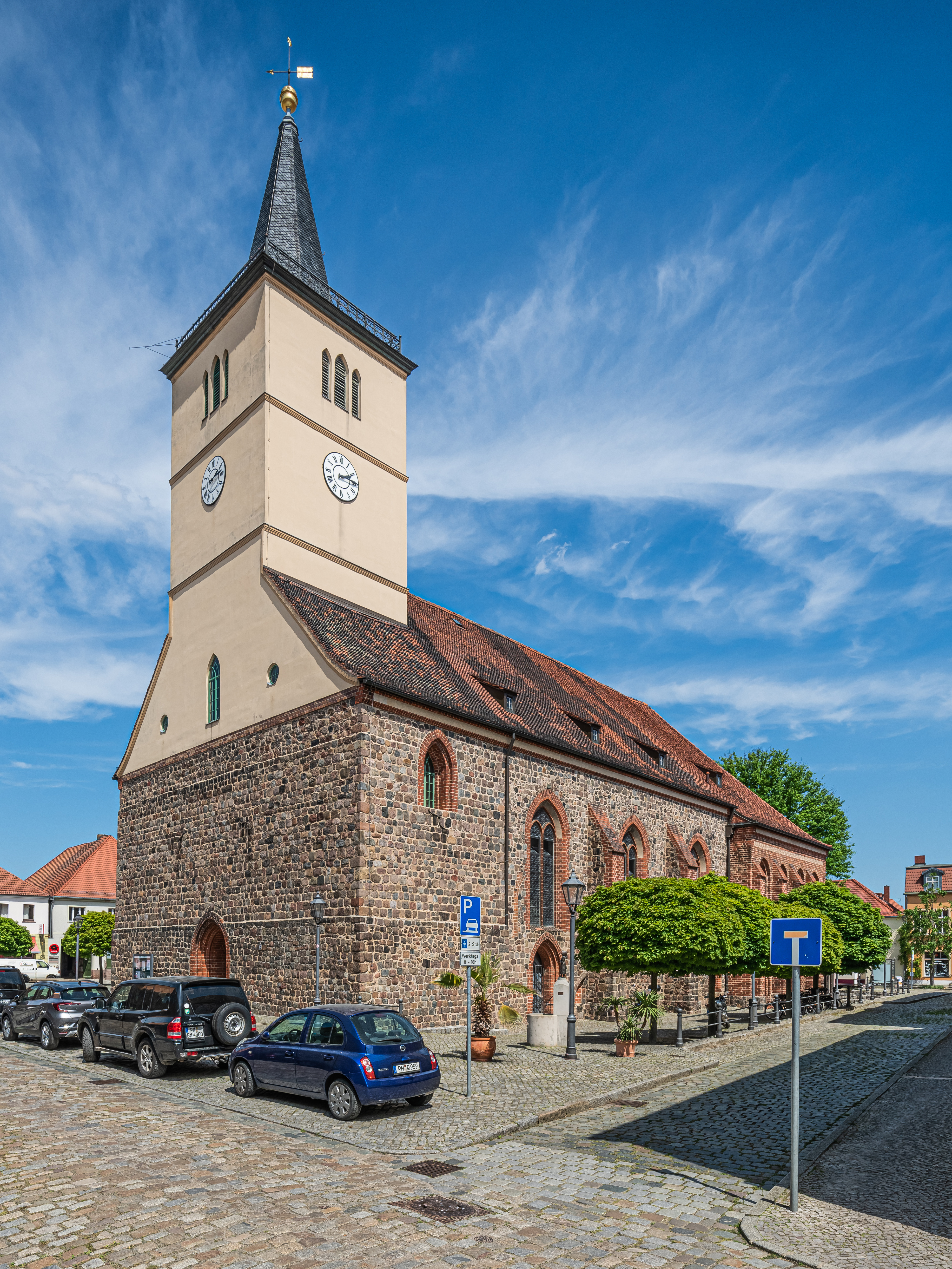
Stadtpfarrkirche St. Marien und St. Nikolai

Beelitz ist eine Stadt im Landkreis Potsdam-Mittelmark (Land Brandenburg). Die Stadt liegt am Rand der Zauche südwestlich von Berlin und Potsdam und ist vor allem bekannt als Mittelpunkt des größten brandenburgischen Spargelanbaugebietes. Beelitz ist Mitglied der Arbeitsgemeinschaft „Städte mit historischen Stadtkernen“ des Landes Brandenburg. Seit dem 28. Mai 2013 führt die Stadt offiziell, auch auf den Ortseingangsschildern, die Zusatzbezeichnung „Spargelstadt“.

## Geografie

### Geografische Lage
Beelitz liegt im Zentrum des Naturparks Nuthe-Nieplitz. In seiner Umgebung liegen der Beelitzer Sander mit ausgedehnten Kiefernforsten und das Naturschutzgebiet „Nuthe-Nieplitz-Niederung“ mit großzügigen, feuchten Niederungsbereichen.

### Geologie
Wie ganz Brandenburg verdankt auch Beelitz seine Entstehung den eiszeitlichen Vorstößen des Inlandeises und dessen Schmelzwässern. Das heutige Stadtgebiet wurde vor 20.000 Jahren während der jüngsten, der Weichseleiszeit, komplett vom Eis überlagert. Etwa 10 km südlich und nur wenige km westlich der Stadt erreichte es seine maximale Ausdehnung. Während dieser Zeit wurde die Hochfläche der Zauche als Sander gebildet. Dieser Sander wird auch als Beelitzer Sander bezeichnet. Er grenzt im Norden und Westen an das Stadtgebiet. Mit dem beginnenden Abschmelzen des Inlandeises wurde das Gebiet schnell eisfrei. Die Grundmoränenfläche, die eigentlich vorkommen müsste, wurde durch jüngere Schmelzwässer, die eine Urstromtalung bildeten, größtenteils verschüttet bzw. abgetragen. Lediglich das unmittelbare Stadtzentrum steht auf einem Rest Geschiebemergel, der inselartig aus der Urstromtalung auftaucht. Nach neueren Untersuchungen soll er sogar aus der vorletzten, der Saaleeiszeit stammen. So ähnelt die Landschaft um Beelitz sehr dem Baruther Urstromtal, obwohl die Stadt 15 km nördlich davon liegt. Mit den Schmelzwässern wurden mächtige Sande abgelagert, welche die Grundlage des Spargelanbaus bilden. In der Nacheiszeit entstanden in der Urstromtalung, die von der Nieplitz durchflossen wird, ausgedehnte, aber relativ geringmächtige Moore wie am naturgeschützten Riebener See.

## Stadtgliederung
Beelitz besteht nach seiner Hauptsatzung aus folgenden Ortsteilen:
| - Beelitz (mit dem Gemeindeteil Schönefeld) - Beelitz-Heilstätten - Buchholz - Busendorf (mit den Gemeindeteilen Kanin und Klaistow) - Elsholz - Fichtenwalde - Reesdorf | - Rieben - Salzbrunn (mit dem Gemeindeteil Birkhorst) - Schäpe - Schlunkendorf - Wittbrietzen - Zauchwitz (mit dem Gemeindeteil Körzin) |

Dazu kommen die Wohnplätze Buchholzer Mühle, Elsholzer Ausbau, Elstal, Kietz, Siedlung und Wittbrietzener Ausbau.

## Geschichte

### Siedlungsspuren aus dem Neolithikum und der Bronzezeit
Im Bereich der Nieplitz (Flur 15, 16), ist eine Siedlung aus dem Neolithikum bekannt und ein Rast- und Werkplatz aus derselben Epoche. Dort fanden sich auch eine Siedlung der Bronzezeit (Bodendenkmalnummer 30674). Beim Bau der Umgehungsstraße B2 wurde im Kreuzungsbereich mit der Trebbiner Straße (Flur 16) eine weitere bronzezeitliche Siedlung angeschnitten (Bodendenkmalnummer 30681).
Funde von zwei Urnenfriedhöfen bezeugen, dass es um 300 v. Chr. hier eine Ansiedlung gab.

### Mögliche Entstehung vor dem oder im 10. Jahrhundert, aufstrebender Pilgerort
Im Jahr 997 wurde ein slawischer Ort namens Belizi im Gau Bloni erstmals urkundlich erwähnt. Sowohl Beelitz als auch das benachbarte Bad Belzig reklamieren diese Urkunde und damit eine 1000-jährige Geschichte für sich.
Die Wunderblutlegende, wonach eine Hostie Bann- und Heilkraft erlangte, machte Beelitz 1247 zum Wallfahrtsort. Ein Bericht des 16. Jahrhunderts, der der Ritualmordlegende folgend aussagt, die Hostie sei von Juden „gemartert und geschändet“ worden, wurde häufig als Anhaltspunkt dafür genommen, dass bereits zu dieser Zeit Juden dort gelebt hätten. Diese Annahme galt lange Zeit als ältestes Zeugnis der Anwesenheit von Juden in der Mark Brandenburg, ist aber völlig unbelegt. Es gibt keine zuverlässigen Berichte über eine jüdische Präsenz in Beelitz. Ablassbriefe des 13. Jahrhunderts nennen zwar das Hostienwunder, nicht jedoch eine Beteiligung von Juden an dieser „Schändung“.

Karte von Beelitz (um 1770)

Im 15. Jahrhundert reichte der Einflussbereich von Beelitz unter anderem bis nach Wildenbruch. So teilt Riedel im Codex diplomaticus Brandenburgensis mit, dass „das Dorf Wildenbruch an mehre[re] Bürger zu Beelitz im Ganzen 7 Mandel Groschen jährlich entrichten und daß die Bauern neben Körner-Abgaben auch noch an Zins drei Beelitzsche Schillinge auch drei Münzpfennige zu geben hatten.“ Während des Dreißigjährigen Krieges litt Beelitz unter Truppendurchmärschen und Einquartierungen und musste Kontributionszahlungen leisten. Als 1731 der Soldatenkönig Friedrich Wilhelm die Soldaten seiner neu aufgestellten Husareneskadrons in den Bürgerhäusern unterbrachte (darunter Rittmeister Hans Joachim von Zieten), wurde Beelitz Garnisonsstadt.

### 18. bis 19. Jahrhundert
In der ersten Hälfte des 18. Jahrhunderts wurde ein jüdischer Friedhof an der jetzigen Straße des Aufbaus Ecke Clara-Zetkin-Straße angelegt. Von den Nationalsozialisten zerstört, wurde er in der DDR-Zeit instand gesetzt. Seit 1988 gibt es dort eine Gedenktafel.

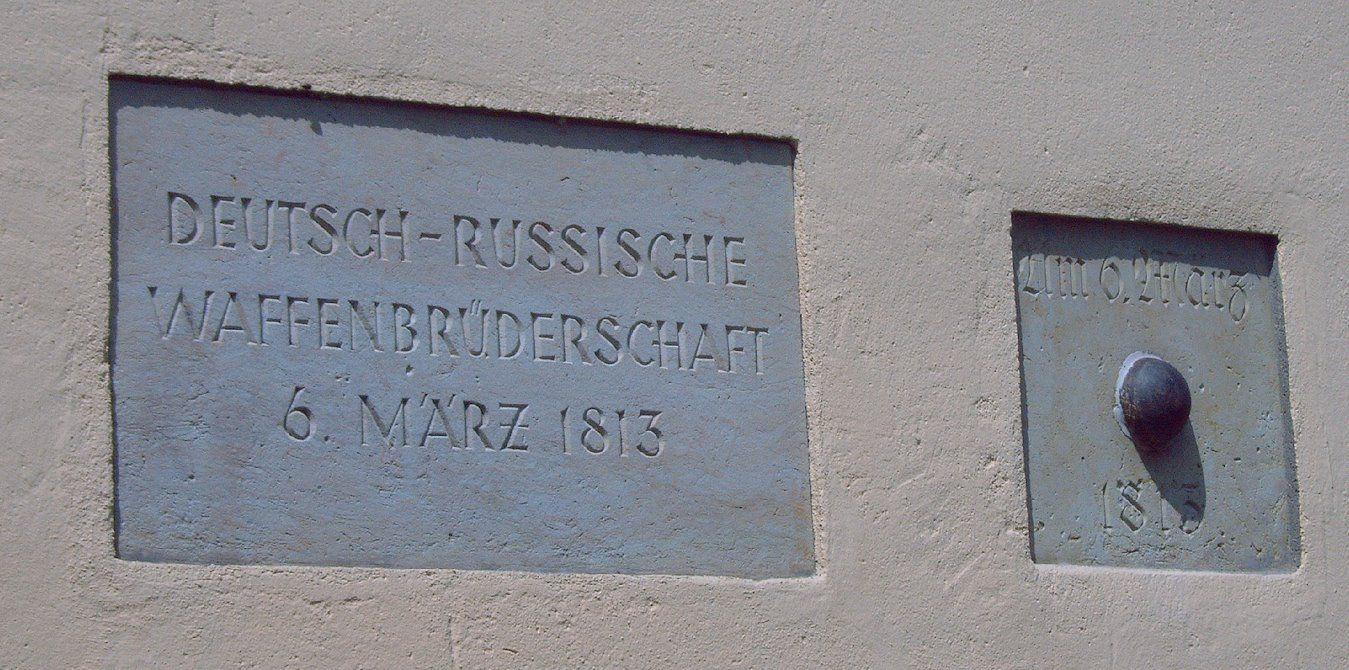
Kugel in der Hauswand Trebbiner Str. 110

Auf dem Rückzug von Napoleons Russlandfeldzug 1812/13 wurde auch Beelitz vom Krieg betroffen. Am 3. März 1813 griff eine Abteilung verfolgender Kosaken der russischen Armee unter General Graf Wittgenstein den Nachtrupp der Grande Armée unter Eugène de Beauharnais (Vizekönig von Italien und Stiefsohn Napoleons) bei Beelitz an. Am Morgen des 6. März 1813, sammelten sich 2000 Kosaken auf dem Windmühlen-Feld und griffen, unterstützt von 120 bewaffneten Beelitzern, Napoleons Heer überraschend an. Die Franzosen wurden bis kurz vor Treuenbrietzen verfolgt. Dann kehrten die Russen zurück und belästigten die Beelitzer. Noch heute kündet eine Kanonenkugel in einer Hauswand in der Trebbiner Straße vom damaligen Beschuss, eine zur DDR-Zeit ergänzte Gedenktafel erinnert an die Waffenbrüderschaft mit den Russen.
1861 erfolgte der erste feldmäßige Spargelanbau in Beelitz (durch den Glasermeister und Ackerbürger Karl Friedrich Wilhelm Herrmann). 2015 betrug die Spargelanbaufläche in der Region ca. 1300 ha, der Ernteertrag erreichte rund 16.000 t.
Belzig war bis 1849 Sitz des Königlichen Land- und Stadtgerichtes Beelitz. Ab 1849 bestand das Kreisgericht Potsdam. Für dieses war in Beelitz eine Zweigstelle (Gerichtsdeputation) eingerichtet. 1879 wurde daraus das Amtsgericht Beelitz, welches bis 1952 bestand.

### 1900 bis 1990
Von 1908 bis 1942 unterhielt der Deutsch-Israelitische Gemeindebund Berlin in Beelitz die Israelitische Erziehungsanstalt, ein Heim für geistig behinderte Kinder und Jugendliche, die einzige jüdische heilpädagogische Einrichtung in Deutschland. Im Jahre 1937 wurden dort noch 56 Mädchen und Jungen betreut. Im April und Juni 1942 wurden die Kinder und ihre Erzieher in zwei Transporten in das Ghetto Warschau und in das Vernichtungslager Sobibor deportiert. Am Gymnasium in der Karl-Liebknecht-Straße erinnert seit Ende der 1990er Jahre eine Gedenktafel mit dem Davidstern an ihr Schicksal.
Funkempfangsstelle
Die Firma Telefunken baute 1928 in der Nähe des heutigen Ortsteiles Schönefeld eine Übersee-Empfangsstation auf, die der telegrafischen und telefonischen Kommunikation, zuerst hauptsächlich mit den USA und Südamerika, diente. Im Verein mit der Betriebszentrale beim Haupttelegraphenamt Berlin (HTA) und der Übersee-Sendestation Nauen wurden Telegramme, Funkgespräche und Bildtelegramme (ähnlich dem heutigen Fax) zwischen Deutschland und dem Ausland per Funk auf Lang- oder Kurzwellen übertragen.
Ursprünglich gebaut für das Telefunken Tochterunternehmen Transradio (und als Ersatz für die Station in Geltow) wurden die Funkempfangsstelle (wie auch die Sendestation in Nauen) 1930 der Deutschen Post unterstellt.
Der bekannte Telefunken-Architekt Hermann Muthesius lebte beim Bau der Betriebsgebäude in Beelitz zwar schon nicht mehr, aber den Bauten sieht man noch heute an, dass sie in seinem Architektenbüro entworfen wurden. Darüber hinaus beweisen diese Bauten die hervorragende Leistung und Qualität des Beelitzer Bauunternehmens Schielicke.
Zwischen 1929 und 1931 wurden Zug um Zug Empfangsgeräte und Funker von Geltow nach Beelitz umgesetzt. Telefunken hatte neue Großempfänger entwickelt, die zusammen mit den neu errichteten Antennenanlagen den Empfang aus New York, Kairo, Buenos Aires, Batavia, Rio de Janeiro, Manila, Bangkok, Santiago de Chile, Osaka, Mexiko, Teheran und Shanghai gewährleisteten. Bald kamen weitere Stationen dazu.
Zu den imposantesten Antennenanlagen gehörten die vier Goniometer-Antennen für den Langwellen-Empfang, deren am weitesten entfernte Masten auf den Wiesen hinter Krobs Hof in Beelitz und auf den Wiesen zwischen Rieben und Dobbrikow standen. Als weiteres Meisterstück der Telefunken-Entwicklung sei die sogenannte Tannenbaum-Antenne genannt, die aus einer Zusammenschaltung von 96 Einzeldipolen bestand, welche an 75 m hohen Stahlmasten aufgehängt waren.
All das diente dazu, möglichst störungsfreie Signale zu erhalten, die per Kabel nach Berlin zum HTA bzw. zum Fernsprechamt (Fernamt Berlin) übertragen wurden.
Die Funkempfangsstelle Beelitz war somit Teil des weltweiten postalischen Fernmeldenetzes. Um 1930 herum entstand wohl auch der Begriff, dass Beelitz das (deutsche) „Ohr zur Welt“ sei.
Durch den Zweiten Weltkrieg wurden die Verbindungen zu vielen Partner-Funkstationen unterbrochen.
Nach dem Zweiten Weltkrieg wurden über die Funkempfangsstelle Beelitz die Funkverbindungen für die DDR-Post unter anderem mit Moskau, Peking, Shanghai, Kairo, Helsinki, Budapest, Belgrad, Ulan Bator, Pjöngjang und Havanna hergestellt.
Durch den verstärkten Ausbau der internationalen Kabel-Verbindungen mittels Glasfaserkabel vollzog sich Zug um Zug der Übergang vom postvermittelten Telegramm und Ferngespräch zur direkt vom Teilnehmer hergestellten Kommunikation.
Zuletzt wurden die technisch hervorragenden Anlagen der Funkempfangsstelle Beelitz (zusammen mit den Kurzwellensendern in Nauen) zur Abwicklung von Weitverbindungen des Seefunks der DDR benutzt.
In Beelitz befand sich praktisch ein Arbeitsplatz der Küstenfunkstelle Rügen Radio. Von hier aus ging auch am 22. April 1991 um 00:01 UTC die letzte Sendung von Rügen Radio. Die Kurzwellen-Übertragung und damit die Funkempfangsstelle in Beelitz wurden überflüssig.

### Ab 1990

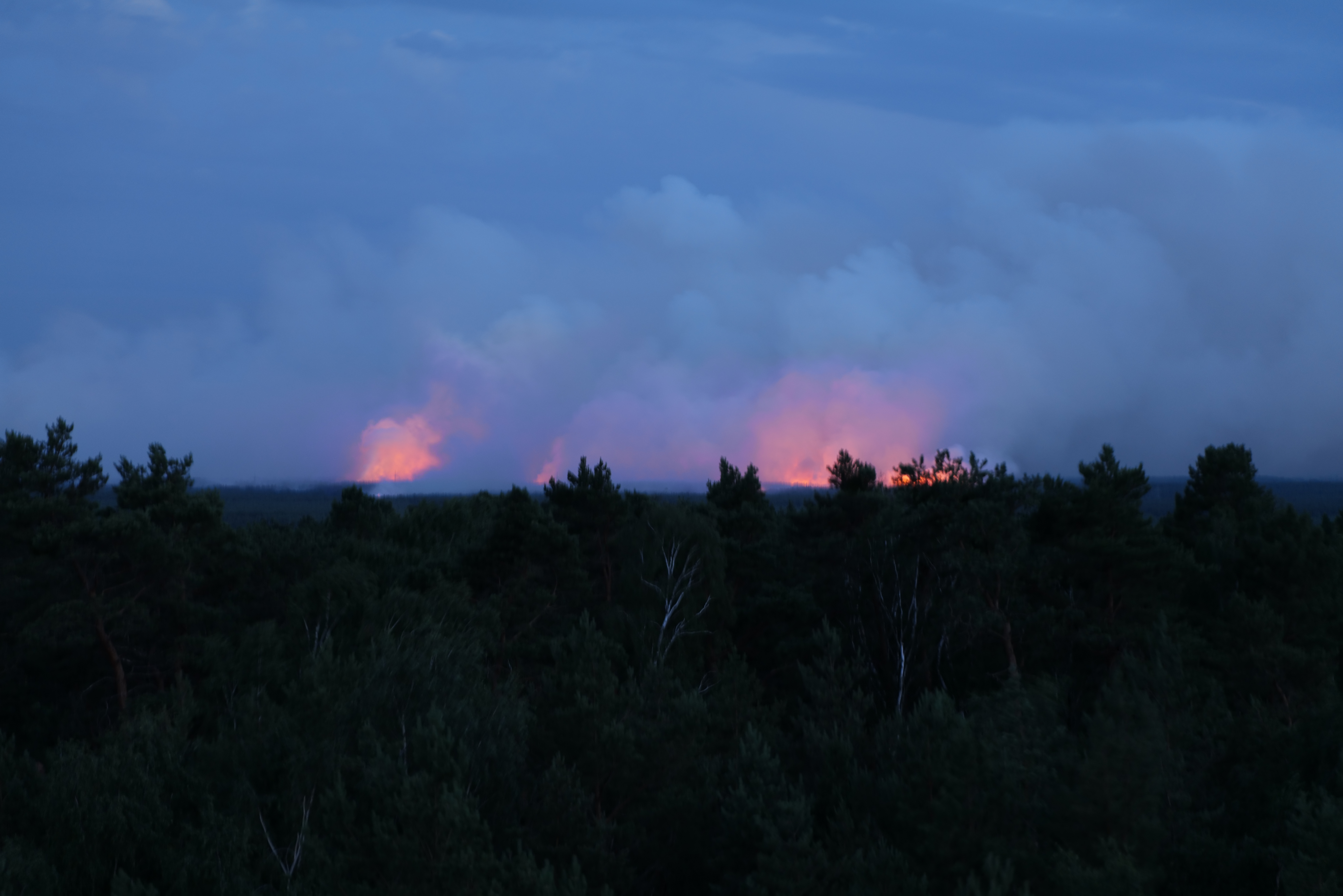
Waldbrand bei Beelitz im Juni 2022

Nach der Wende wurden die bis dahin bestehenden Bezirke aufgelöst und neue Bundesländer gebildet. Beelitz, bis dahin zum Kreis Potsdam-Land im DDR-Bezirk Potsdam gehörig, kam zum Bundesland Brandenburg. Die Verwaltungsstruktur der Ortschaften war nun ebenfalls zu verändern; am 23. Juni 1992 erteilte der Minister des Innern seine Zustimmung zur Bildung des Amtes Beelitz mit Sitz in der Stadt Beelitz. Als Zeitpunkt des Zustandekommens wurde der 26. Juni 1992 festgelegt. Folgende Gemeinden des damaligen Kreises Potsdam-Land waren darin zusammengeschlossen (in der Reihenfolge ihrer Nennung im Amtsblatt): Rieben, Zauchwitz, Schlunkendorf, Schäpe, Reesdorf, Salzbrunn, Buchholz, Elsholz, Busendorf, Fichtenwalde, Wittbrietzen und die Stadt Beelitz. Die heutige Großgemeinde entstand durch den Zusammenschluss der Stadt Beelitz mit den Orten des ehemaligen Amtes Beelitz am 31. Dezember 2001. Das Amt Beelitz wurde zum selben Zeitpunkt aufgelöst.
Im Juni 2022 kam es bei Beelitz zu einem großen Waldbrand, der sich bis auf eine Fläche von ca. 200 Hektar ausbreitete.

### Eingemeindungen
| Ehemalige Gemeinde   | Datum         | Anmerkung                    |
| -------------------- | ------------- | ---------------------------- |
| Buchholz bei Beelitz | 31. Dez. 2001 |                              |
| Busendorf            | 31. Dez. 2001 |                              |
| Elsholz              | 31. Dez. 2001 |                              |
| Fichtenwalde         | 31. Dez. 2001 |                              |
| Kanin                | 01. Juli 1950 | Eingemeindung nach Busendorf |
| Klaistow             | 01. Juli 1950 | Eingemeindung nach Busendorf |
| Körzin               | 31. Dez. 1972 | Eingemeindung nach Zauchwitz |
| Reesdorf             | 31. Dez. 2001 |                              |
| Rieben               | 31. Dez. 2001 |                              |
| Salzbrunn            | 31. Dez. 2001 |                              |
| Schäpe               | 31. Dez. 2001 |                              |
| Schlunkendorf        | 31. Dez. 2001 |                              |
| Schönefeld           | 31. Dez. 1972 |                              |
| Wittbrietzen         | 31. Dez. 2001 |                              |
| Zauchwitz            | 31. Dez. 2001 |                              |

## Bevölkerungsentwicklung
| Jahr | Einwohner |
| ---- | --------- |
| 1875 | 2.768     |
| 1890 | 3.141     |
| 1910 | 5.226     |
| 1925 | 5.174     |
| 1933 | 4.865     |
| 1939 | 5.432     |

| Jahr | Einwohner |
| ---- | --------- |
| 1946 | 5.895     |
| 1950 | 5.838     |
| 1964 | 5.067     |
| 1971 | 5.004     |
| 1981 | 4.851     |
| 1985 | 5.642     |

| Jahr | Einwohner |
| ---- | --------- |
| 1990 | 05.923    |
| 1995 | 06.025    |
| 2000 | 06.408    |
| 2005 | 12.318    |
| 2010 | 11.900    |
| 2015 | 12.121    |

| Jahr | Einwohner |
| ---- | --------- |
| 2020 | 12.818    |
| 2021 | 12.880    |
| 2022 | 13.079    |
| 2023 | 13.660    |
| 2024 | 13.879    |

Gebietsstand des jeweiligen Jahres, Einwohnerzahl:Stand 31. Dezember (ab 1991), ab 2011 auf Basis des Zensus 2011, ab 2022 auf Basis des Zensus 2022
Die Zunahme der Einwohnerzahl 2005 ist auf die Eingliederung mehrerer Gemeinden im Jahr 2001 zurückzuführen.

## Politik

### Stadtverordnetenversammlung
Die Stadtverordnetenversammlung von Beelitz besteht aus 22 Mitgliedern und dem hauptamtlichen Bürgermeister. Die Kommunalwahl am 9. Juni 2024 führte zu folgendem Ergebnis:
| Partei / Wählergruppe         | Stimmenanteil 2024 | Stimmenanteil 2019 | Stimmenanteil 2014 |   | Sitze 2024 | Sitze 2019 | Sitze 2014 |
| ----------------------------- | ------------------ | ------------------ | ------------------ | - | ---------- | ---------- | ---------- |
| Unabhängiges Kommunalbündnis  | 39,1 %             | 28,7 %             | 25,0 %             | 9 | 6          | 6          |            |
| CDU                           | 20,8 %             | 18,7 %             | 23,2 %             | 5 | 4          | 5          |            |
| SPD                           | 9,3 %              | 07,7 %             | 08,7 %             | 2 | 2          | 2          |            |
| Bündnis Plan B                | 8,2 %              | –                  | –                  | 2 | –          | –          |            |
| Bündnis 90/Die Grünen         | 6,9 %              | 13,0 %             | 06,4 %             | 1 | 3          | 1          |            |
| Gemeinsam für Beelitz         | 6,7 %              | 16,4 %             | 12,3 %             | 1 | 4          | 3          |            |
| BVB / Freie Wähler Beelitz    | 6,1 %              | –                  | –                  | 1 | –          | –          |            |
| FDP                           | 2,9 %              | 05,0 %             | 04,6 %             | 1 | 1          | 1          |            |
| Die Linke                     | –                  | 10,6 %             | 14,7 %             | – | 2          | 3          |            |
| Einzelbewerber Gerhard Thiele | –                  | –                  | 03,1 %             | – | –          | 1          |            |
| Einzelbewerber Glenn Boller   | –                  | –                  | 01,9 %             | – | –          | –          |            |

### Bürgermeister
- 1990–2010: Thomas Wardin (SPD), bis 2001 auch Amtsdirektor des Amtes Beelitz
- seit 2010: Bernhard Knuth (Bürger Bündnis Beelitz)[22]

Knuth wurde in der Bürgermeisterwahl am 11. März 2018 ohne Gegenkandidat mit 93,4 Prozent der gültigen Stimmen in seinem Amt bestätigt. Seine Amtszeit beträgt acht Jahre.

### Wappen
| Wappen von Beelitz | Blasonierung: „In Silber ein gold-bewehrter und mit goldenen Kleestengeln auf den Saxen belegter roter Adler, in seinen Fängen rechts ein goldener Schlüssel und links ein goldener Halbmond.“ |
| Wappen von Beelitz | Wappenbegründung: Die Elemente des Wappens sind bis in das Mittelalter auf Stadtsiegeln belegt. Schon in einem der ersten bekannten Siegel aus dem Mittelalter steht ein rechtsgewendeter Schlüssel begleitet von Halbmonden auf Wappengrund mit Blüten. Der hinzutretende Adler entspringt der brandenburgischen Symbolik und verdrängte den Schlüssel aus der Schildmitte. Die Symbolik der Halbmonde ist zugleich interessant wie nicht abschließend geklärt. Eine Vermutung deutet auf eine mittelalterliche Symbolik für „Maria“. In der örtlichen Kirche St. Marien und St. Nikolai kam es zu einem Hostienwunder, so dass der Ort im 13. und 14. Jahrhundert ein bekannter Wallfahrtsort der Marienverehrung war. Aus dieser mittelalterlichen Zeit datieren die Halbmonde im Stadtsiegel, die sich sodann über alle Veränderungen der Wappengestaltung als besonderes Merkmal erhalten haben. Die Stadtverordnetenversammlung fasste auf ihrer Sitzung am 1. Juni 2021 den Beschluss, der Neugestaltung (Redesign) des am 10. Januar 1992 der Stadt genehmigten Wappens. Das Redesign des Wappens realisierte der Heraldiker Ismet Salahor aus Frankfurt/Main. |

Historische Stadtwappen
| Wappen der Stadt Beelitz 1967–1991 | Blasonierung: „In Silber ein aufgerichteter roter Schlüssel mit linksgekehrtem Bart, beseitet von zwei abgewendeten roten Mondsicheln.“ |
| Wappen der Stadt Beelitz 1967–1991 | Wappenbegründung: Wiedereinführung des ältesten bekannten Wappens von Beelitz durch das DDR-Ministerium des Inneren im Jahre 1967, anlässlich der 750-Jahr-Feier. Wobei der heraldisch rechte Mond nach außen und der Schlüsselbart heraldisch nach links gekehrt wurde. Der märkische Adler wurde als imperialistisch anmutendes Symbol empfunden, weshalb man wohl die Symbolik aus dem Siegel von 1307 zum Vorbild nahm. An den rein religiösen Symbolen störte man sich hingegen nicht. |

### Flagge
Die Flagge ist dreistreifig in den Farben Weiß-Rot-Weiß (1:3:1) (brandenburgische Landesfarben) und im Mittelstreifen mit dem Stadtwappen belegt.

### Dienstsiegel
Das Dienstsiegel zeigt das Stadtwappen mit der Umschrift „STADT BEELITZ DER BÜRGERMEISTER • LANDKREIS POTSDAM-MITTELMARK“.

### Partnerschaften
- Ratingen, Deutschland
- Verein 1. FFC Turbine Potsdam

## Sehenswürdigkeiten und Kultur
Die geschützten Kulturdenkmale der Stadt sind in der Liste der Baudenkmale in Beelitz und in der Liste der Bodendenkmale in Beelitz beschrieben.

### Bauwerke

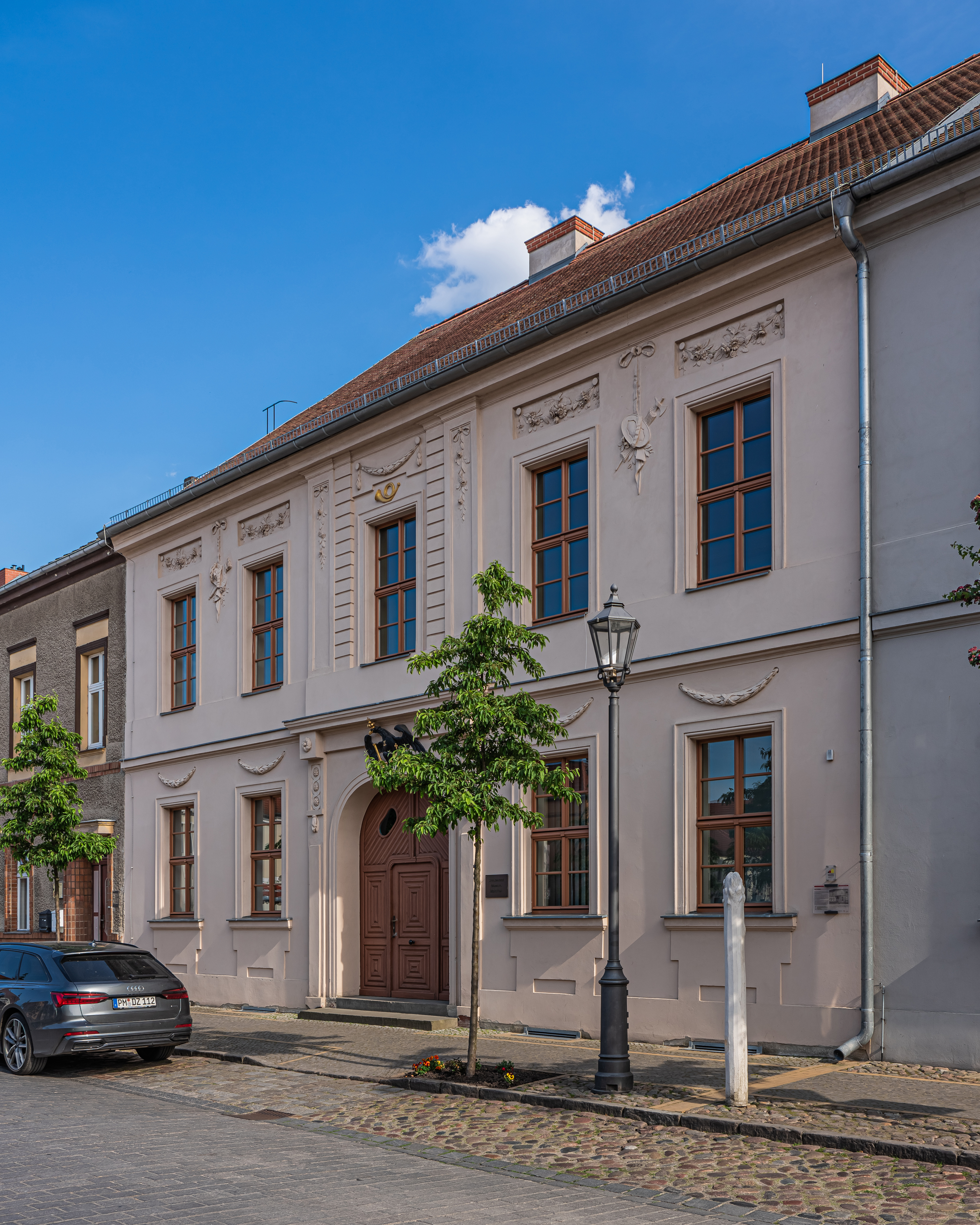
Alte Posthalterei mit Museum

- Die Altstadt ist mit ihrem mittelalterlichen Grundriss ein Flächendenkmal, in dem einige Gebäude als Einzeldenkmale ausgewiesen sind.
- Die Alte Posthalterei, 1789 vom damaligen Bürgermeister und Postmeister Gottlieb Ferdinand Kaehne im Stile des spätbarocken Klassizismus erbaut, beherbergt seit dem Spargelfest 1999 wieder das Heimatmuseum. Ein preußischer Meilenstein der Poststraße Berlin-Leipzig im Zuge der B 2 aus dem 19. Jahrhundert steht unweit davon.
- Die 1247 erstmals urkundlich erwähnte Stadtpfarrkirche St. Marien und St. Nikolai war seit etwa 1400 als dreischiffige Basilika ausgeführt. Seit 1511 ist sie eine Hallenkirche. Sehenswert sind die 1996 erneuerte Wunderblutkapelle und die Petruskanzel, ein Geschenk des preußischen Königs Friedrich I. von 1703.

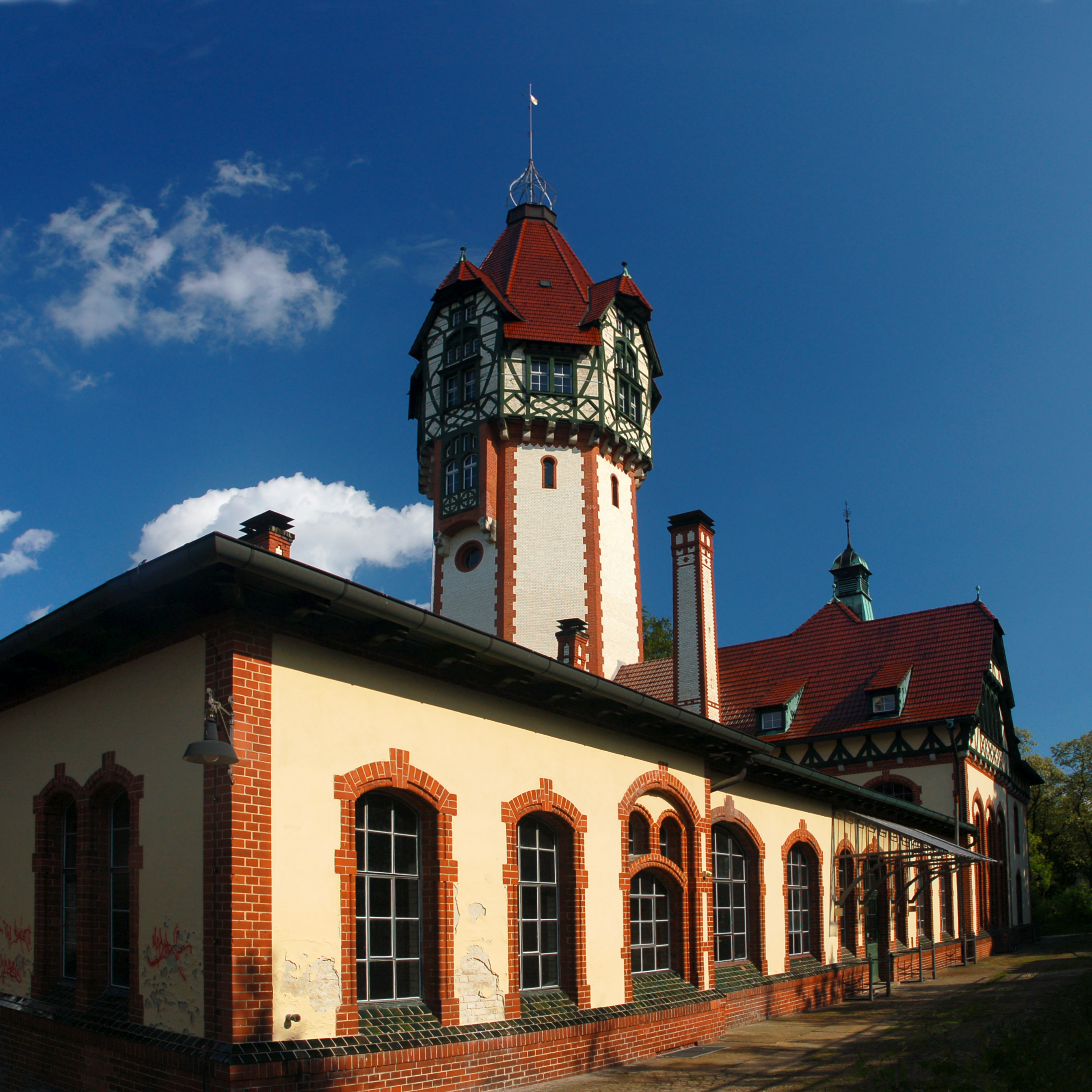
Ehemaliges Heizkraftwerk mit Wasserturm im Ortsteil Beelitz-Heilstätten

- Der 1928 fertiggestellte, 44 m hohe Wasserturm ist eines der Wahrzeichen von Beelitz und beherbergte von 1944 bis Ende der 1990er Jahre das Beelitzer Zauche-Museum. Nach aufwändiger Sanierung mit Einbau eines Aufzugsschachts und neuem Treppenhaus wird der Turm seit 2004 u. a. als Sternwarte genutzt.[29]
- Das ehemalige städtische Elektrizitätswerk in der Nürnbergstraße wurde 1909 erbaut. Das Gebäude war zunächst einschiffig; der westliche Teil wurde erst später angefügt und weist weniger Verzierungen als der östliche auf.
- Die zwischen 1898 und 1930 von der Landesversicherungsanstalt Berlin errichteten Arbeiter-Lungenheilstätten Beelitz-Heilstätten bildeten einen der größten Krankenhauskomplexe im Berliner Umland. Sie waren von 1945 bis 1994 das größte Militärhospital der sowjetischen Armee außerhalb der Sowjetunion. Dies war auch der Aufenthaltsort des an Leberkrebs erkrankten Erich Honecker von April 1990 bis März 1991, bevor er und seine Frau Margot am 13. März 1991 nach Moskau ausgeflogen wurden. Einige Gebäude wurden inzwischen saniert und wieder einer medizinischen Nutzung zugeführt. Ein großer Teil der sehenswerten Anlage verfiel jedoch und wurde durch Vandalismus stark beschädigt. 2015 wurde auf dem Gelände ein Baumkronenpfad eröffnet.[30] Seit 2017 werden viele Gebäude saniert, zu hochwertigem Wohnraum umgebaut und durch Neubauten ergänzt.
- Sehenswert sind auch der jüdische Friedhof, die Bockwindmühle von 1792
- Der Nieplitzturm auf dem Katzenberg ist ein Beobachtungsturm, der einen Blick auf die Nieplitz-Niederung, den Nieplitzlauf sowie auf einen Altarm des Flusses ermöglicht. Das Bauwerk ist ein Gemeinschaftsprojekt der Stadt und dem Naturpark Nuthe-Nieplitz.[31]

### Museen
- Spargelmuseum Beelitz
- Museum „Alte Posthalterei Beelitz“
- Museum Wassermühle Ernst Vogel
- Technisches Denkmal Heizkraftwerk im Ortsteil Beelitz-Heilstätten

### Regelmäßige Veranstaltungen
- Pfingstsonntag: Reiterfest in Salzbrunn
- Mai: Internationaler Museumstag
- letztes Maiwochenende: Blasmusikfest in Buchholz
- erstes Juniwochenende: Spargelfest in Beelitz[32]
- Juni: Meisterschaften im Vorlader-Kanonenschießen, Beelitzer Sporttage
- Sommerfest „Viva la Fiwa“ in Fichtenwalde
- September: Größte Kürbisausstellung Berlin-Brandenburgs in Klaistow
- 1. Samstag im Oktober: Erntefest mit Fuchsjagd in Salzbrunn
- Anfang Oktober: Schützen- und Herbstfest
- Ende Oktober: Feuer&Flamme für unsere Museen[33]
- 11. November: Rathaussturm des Beelitzer Carneval Club e. V.
- 1. Adventswochenende: Beelitzer Weihnachtsmarkt
- 2. Adventswochenende: Fichtenwalder Zapfenmarkt
- Weihnachtsaufführung der Diesterweg-Grundschule

### Einmalige Veranstaltungen

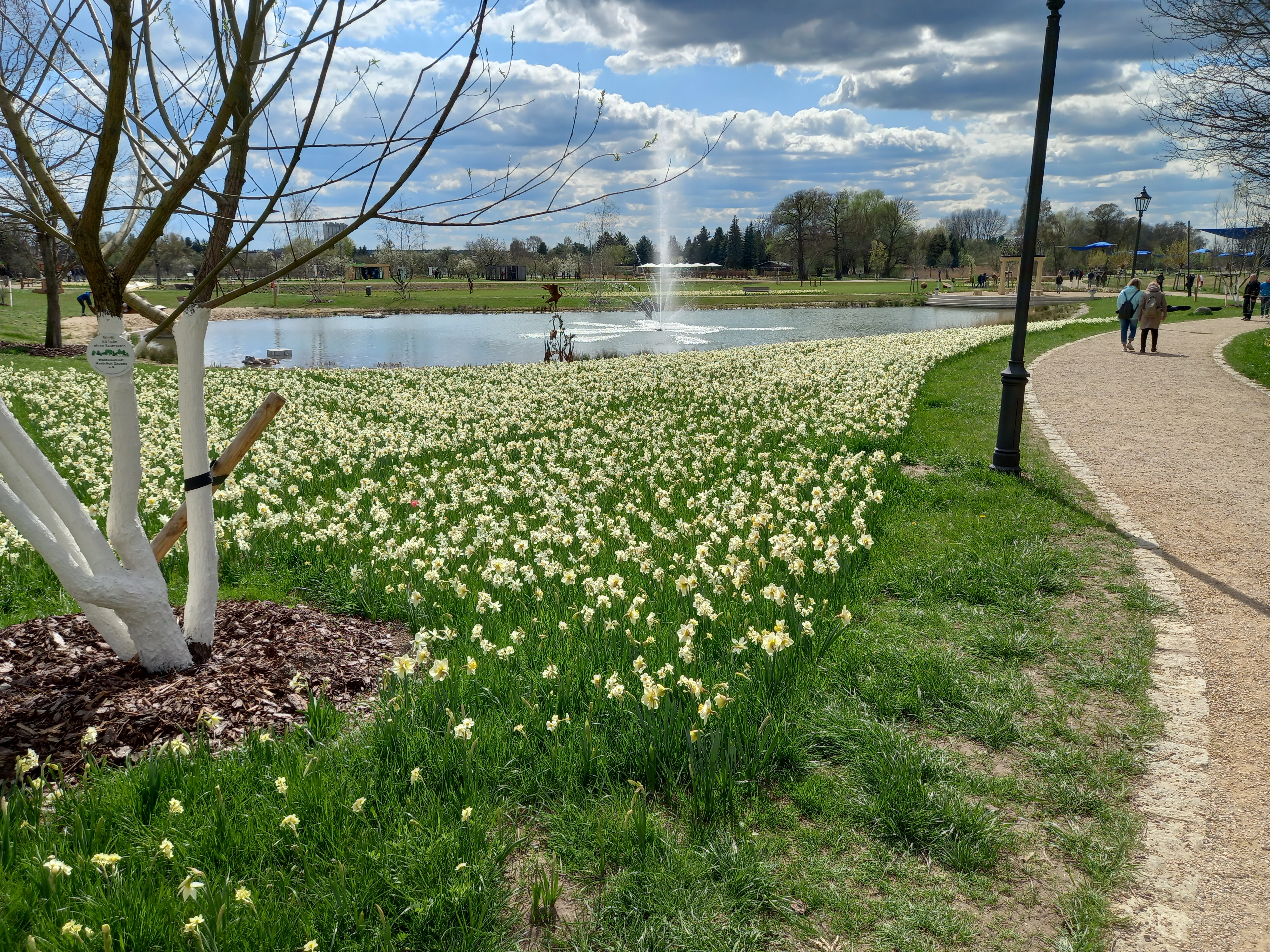
Landesgartenschau April 2022

Von 14. April bis 31. Oktober 2022 fand in Beelitz die Landesgartenschau Beelitz 2022 unter dem Motto „Gartenfest für alle Sinne“ statt. Es war die siebente Landesgartenschau in Brandenburg und hatte 560.722 Besucher.

## Wirtschaft und Infrastruktur

### Ansässige Unternehmen
Hauptwirtschaftssektor ist die landwirtschaftliche Produktion, insbesondere der Anbau von Spargel. Beelitzer Spargel gilt unter Kennern als Delikatesse. In der Stadt wurde zur DDR-Zeit Babynahrung hergestellt, der Betrieb wurde nach der Wende durch die Bekina Lebensmittel GmbH weitergeführt, musste jedoch in 2004 aufgegeben werden. Die Gebäude wurden bis Herbst 2019 durch die Struik Foods Europe zur Produktion von Suppen und Fertiggerichten (u. a. für die Marke Sonnen Bassermann und etliche Hausmarken namhafter Discounter) genutzt.
Im Ortsteil Beelitz-Heilstätten existieren mehrere medizinische und soziale Einrichtungen mit etwa 500 Arbeitsplätzen. Durch zügigen Ausbau expandiert Beelitz-Heilstätten stark.
Beelitz ist Standort von Bundeswehreinheiten. Es gibt ein mittelständisches lebensmittelverarbeitendes Unternehmen, drei größere und mehrere kleinere Bauunternehmen und viele kleinere Handwerksbetriebe.
Der Handel konzentriert sich mit zahlreichen Einzelhandelsgeschäften in der Beelitzer Innenstadt. Daneben gibt es größere Märkte in den Siedlungszentren. Das Gewerbezentrum Süd hat deutlich an Bedeutung verloren. In zunehmendem Maße spielt in Beelitz auch der Tourismus eine Rolle, insbesondere der Tagestourismus nach Beelitz-Heilstätten (Baumkronenpfad) und Klaistow (Spargelhof mit etlichen Freizeiteinrichtungen).

### Verkehr

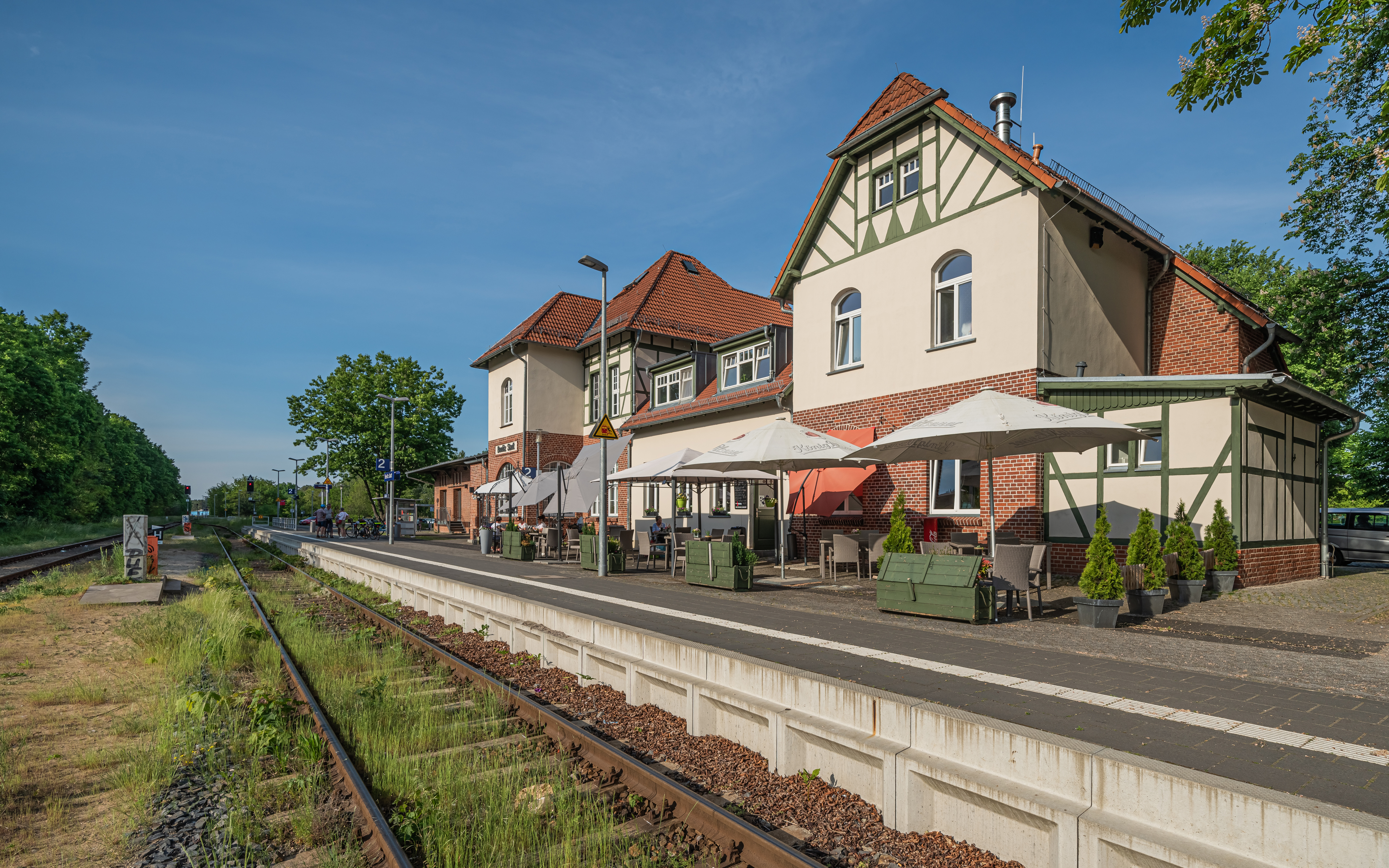
Bahnhof Beelitz Stadt

#### Bahn
Im Stadtgebiet liegen vier Bahnstationen. Der Bahnhof Beelitz Stadt wird von den Regionalbahnlinien RB 37 (nach Berlin-Wannsee) und RB 33 (Potsdam–Jüterbog) bedient. Die RB 33 hält auch an den Haltepunkten Elsholz und Buchholz (Zauche). Sie liegen an der Bahnstrecke Jüterbog–Nauen. Die Stadt erwarb das Bahnhofsgebäude von Beelitz Stadt, eröffnete einen Informationspunkt und will es einer neuen Nutzung zuführen.
An der Berlin-Blankenheimer Eisenbahn (Berlin–Bad Belzig–Dessau-Roßlau) befindet sich der Bahnhof Beelitz-Heilstätten. Hier halten die Züge der Regional-Express-Linie RE 7 (Dessau–Berlin–Senftenberg). Das Bahnhofsgebäude, das im Kern aus dem Jahr 1879 stammt, wurde Ende 2013 an einen Investor aus Berlin versteigert. Im Frühjahr 2019 begannen erste substanzerhaltende Bauarbeiten. Nun wird das Gebäude gastronomisch genutzt.

#### Bus
Der öffentliche Personennahverkehr wird unter anderem durch den PlusBus des Verkehrsverbund Berlin-Brandenburg erbracht. Folgende Verbindungen führen, betrieben von der Regiobus Potsdam-Mittelmark, ab Beelitz:
- Linie 641: Beelitz ↔ Beelitz-Heilstätten ↔ Fichtenwalde ↔ Klaistow ↔ Glindow ↔ Werder
- Linie 643: Beelitz ↔ Seddin ↔ Michendorf ↔ Wilhelmshorst ↔ Potsdam
- Linie 645: Beelitz ↔ Beelitz-Heilstätten ↔ Fichtenwalde ↔ Klaistow ↔ Lehnin ↔ Netzen ↔ Brandenburg

#### Straße
In der Stadt kreuzen sich die Bundesstraßen 2 (Potsdam–Lutherstadt Wittenberg) und 246 (Brück–Trebbin). Beelitz ist über die Anschlussstellen Beelitz und Beelitz-Heilstätten der A 9 sowie über die Anschlussstelle Michendorf der A 10 (Berliner Ring) an das Autobahnnetz angebunden.

### Bildung
- Diesterweg-Grundschule (Ortsteil Beelitz)
- Oberschule (Ortsteil Beelitz)
- Sally-Bein-Gymnasium (Ortsteil Beelitz)[37]
- Grundschule Fichtenwalde (Ortsteil Fichtenwalde)
- Allgemeine Förderschule (Ortsteil Beelitz)

### Öffentliche Einrichtungen
Neben der öffentlichen Verwaltung befinden sich in Beelitz mehrere Kliniken, ambulante Einrichtungen, Pflege- und Sozialeinrichtungen sowie ein Seniorenheim. Die Stadt ist Bundeswehrstandort mit der Standortverwaltung für den gesamten Südwesten des Berliner Raumes.

## Persönlichkeiten

### Söhne und Töchter der Stadt
- Johann Karl Friedrich Christoph von Burghoff (1769–1840), preußischer Generalmajor
- Herbert Kühn (1895–1980), Prähistoriker
- Kurt Rühlmann (1903–1945), Schlosser, Widerstandskämpfer gegen das NS-Regime
- Joachim Relin (1921–2009), Rundfunkmoderator, Schlagertexter
- Eberhard Witte (1928–2016), Wirtschaftswissenschaftler
- Gisela Henning (1936–2003), Leichtathletin
- Götz Dieter Plage (1936–1993), Naturfilmer
- Annedore Prengel (* 1944), Erziehungswissenschaftlerin
- Sanije Torka (* 1944), Sängerin
- Elke Seidel (* 1948), Politikerin (Bündnis 90/Die Grünen), 1994–1999 Mitglied des Landtags Brandenburg
- Wolfgang Mahlow (* 1949), Hörspiel- und Kinderbuchautor
- Klaus Vohn-Fortagne (1953–2024), Historiker und Volkskundler
- Falko Steinke (* 1985), Volleyballspieler

### Mit Beelitz verbundene Persönlichkeiten
- Caspar Theiss (um 1510–um 1550), Baumeister der Renaissance; Gründer des Salzwerkes Beelitz
- Sally Bein (1881–1942), Leiter des jüdischen Heimes für taubstumme Kinder
- Kurt Verch (1893–1985), Plastiker und Grafiker; war Initiator und Leiter des Beelitzer Heimatmuseums
- Herbert Köfer (1921–2021), Schauspieler, beigesetzt auf dem Waldfriedhof Beelitz
- Wladimir Amokow (* 1944), russischer Arzt und Künstler, zwischen 1976 und 1994 in Beelitz-Heilstätten stationiert
- Madleen Wilder (* 1980), Fußballspielerin; Karrierebeginn bei SG Blau-Weiß Beelitz